# Saint-Julien-Vocance
 Saint-Julien-Vocance  es una población y comuna francesa, ubicada en la región de Ródano-Alpes, departamento de Ardèche, en el distrito de Tournon-sur-Rhône y cantón de Annonay-Sud.

## Demografía
| 445 | 370 | 279 | 269 | 245 | 241 |
| Para los censos de 1962 a 1999 la población legal corresponde a la población sin duplicidades (Fuente: INSEE [Consultar]) |     |     |     |     |     |